# Нкем-нкум

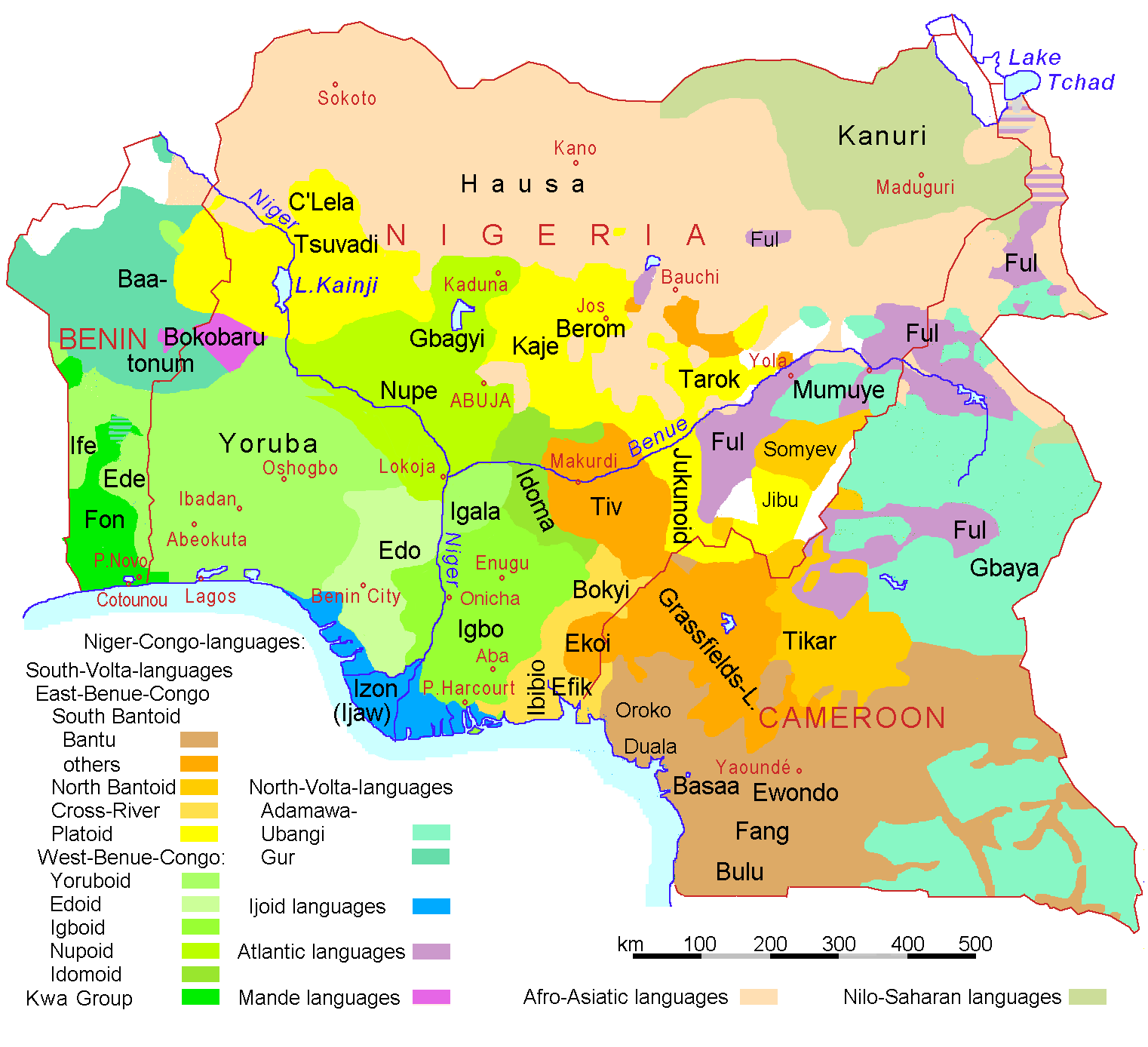
Группа экоидных языков (Ekoi), в том числе нкем-нкум, на карте Нигерии и Камеруна

Нкем-нкум (Isibiri, Nkem-Nkum) — язык, относящийся к южной ветви группы бантоидных языков. На этом языке говорят в районе Огоджа штата Кросс-Ривер в Нигерии. Численность носителей языка нкем-нкум оценивается в 51 тыс. человек. Выделяют две группы диалектов — нкем (адагом, ишибори, нким, огбоджа — 26 600 человек) и нкум (алладим, ибиль, игордори, икангдангха, ишиая, ишиндеде, нкум-иборр — 24 400 человек). Взаимопонятность между диалектами составляет 75 %, а сходство в лексике — 89 %. Схожесть с другими языками: 65—67 % с ннам, 63—67 % с экаджук, 71 % с абаньом, 53—58 % с нде-нселе-нта и 51—52 % с эфулоп.
Язык активно используется в быту местными жителями всех возрастов. Существует письменность на основе латинского алфавита, однако грамотны лишь 3 % носителей языка нкем-нкум как родного. При этом 35 % носителей умеют читать и писать на втором языке (английском), на котором ведётся школьное обучение.
Роджер Бленч рассматривает нке-нкум как диалектный континуум, в котором могут быть выделены по-крайней мере два или три языка: нкем, нкум и ннам (или нкем-нкум и ннам)